# Philipp Müller (Kommunist)

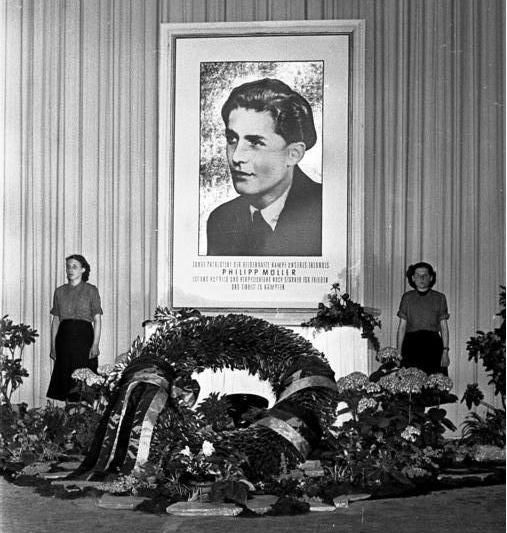
Philipp Müllers Porträt bei einer FDJ-Gedenkveranstaltung in Leipzig, 29. Mai 1952

Philipp Müller (* 5. April 1931 in Neuaubing; † 11. Mai 1952 in Essen) war ein deutscher Arbeiter und Kommunist. Er starb, als die Polizei in Essen auf Teilnehmer einer verbotenen Demonstration gegen die bundesdeutsche Wiederbewaffnung schoss und neben ihm zwei weitere Personen schwer verletzte. Es war das erste Mal in der Geschichte der Bundesrepublik Deutschland, dass ein Demonstrant durch die Polizei getötet wurde. 1954 wurde im Rahmen der Volkskammerwahlen in der DDR die nach ihm benannte Philipp-Müller-Medaille von der FDJ gestiftet.

## Leben
Philipp Müller stammte aus einer katholischen Familie, lernte Schlosser und arbeitete im Eisenbahnausbesserungswerk Neu-Aubing. 1948 wurde er in München Mitglied der damals noch nicht verbotenen FDJ und 1950 der KPD. Er engagierte sich im Sozialistischen Jungarbeiter Aktiv, einem Münchener Bündnis aus Falken, Jusos, FDJ und antifaschistischen Gruppen.
1950 fuhr er als Delegierter der Münchner FDJ zum Deutschlandtreffen der Jugend in die DDR und nahm auch 1951 an den III. Weltfestspielen der Jugend und Studenten in Ost-Berlin teil.
Dort heiratete er die Ost-Berlinerin Ortrud Voß. Im Dezember 1951 wurde der gemeinsame Sohn Joachim geboren. Bis zu seinem Tod engagierte er sich gegen die Wiederbewaffnung der Bundesrepublik.

## Ereignisse am 11. Mai 1952
In Absprache mit den Westalliierten plante die Regierung der Bundesrepublik Deutschland die Wiederbewaffnung und die vertragliche militärische Bindung an die NATO. Nach den Vorabsprachen auf der Außenministerkonferenz im September 1951 sollte am 26. Mai 1952 der Vertrag über die Europäische Verteidigungsgemeinschaft (EVG) unterzeichnet werden. Gegen dieses Vorhaben formierte sich Widerstand aus linken, kommunistischen und pazifistischen Kräften. Die Regierung der Sowjetunion versuchte mit den ersten Stalin-Noten, im März und April 1952 die Entwicklung zu stoppen. Die DDR unterstützte die Aktionen der Wiederbewaffnungsgegner über die KPD, die FDJ und Gewerkschaften.
Eine Konferenz von Vertretern verschiedener Jugendorganisationen unter Leitung des dortigen Pfarrers Herbert Mochalski, eines engen Vertrauten des hessen-nassauischen Kirchenpräsidenten Martin Niemöller, rief am 2. März 1952 in Darmstadt zu einer „Jugendkarawane gegen Wiederaufrüstung und Generalvertrag“ am 11. Mai 1952 in Essen auf. Am 10. Mai verbot der Innenminister von Nordrhein-Westfalen, Karl Arnold (CDU), der zugleich Ministerpräsident war, die Demonstration mit der Begründung, dass wegen weiterer Veranstaltungen nicht genug Polizeikräfte zur Verfügung stünden. Viele Teilnehmer traten die Heimreise an. Dennoch fanden sich etwa 30.000 Personen, die an verschiedenen Orten in Essen kleinere Veranstaltungen organisierten, die jedoch von der Polizei aufgelöst wurden. Vor der Grugahalle widersetzten sich Demonstranten den Aufforderungen der Polizei.
Kommissar Knobloch erteilte Schießbefehl auf die Demonstrierenden. Später wurde behauptet, diese hätten auf die Polizei geschossen, die dann dazu gezwungen gewesen sei, das Feuer zu erwidern. Zwei Kugeln eines Polizisten trafen Philipp Müller, eine davon traf sein Herz tödlich. Durch Polizeikugeln schwer verletzt wurden außerdem der Sozialdemokrat Bernhard Schwarze aus Münster und der parteilose Gewerkschafter Albert Bretthauer aus Kassel.
Das Landgericht Dortmund stufte die Schüsse mit Urteil vom 2. Oktober 1952 als Notwehr ein. Schusswaffengebrauch von Demonstranten konnte nicht nachgewiesen werden. Dutzende Jugendliche wurden festgenommen, elf von ihnen später zu Gefängnisstrafen bis zu zwei Jahren verurteilt. Ministerpräsident Karl Arnold erklärte:

„Da der Widerstand durch den Gebrauch des Polizeischlagstocks nicht gebrochen werden konnte […] musste von der Schusswaffe Gebrauch gemacht werden. Vor dem Schusswaffengebrauch wurde die Menge dreimal aufgefordert, das Werfen einzustellen.“

Die KPD-Abgeordneten des nordrhein-westfälischen Landtags beantragten am 12. Mai 1952, der KPD-Abgeordnete Heinz Renner in der Bundestagssitzung am 14. Mai 1952 erfolglos die Einsetzung eines Untersuchungsausschusses.

## Gedenken

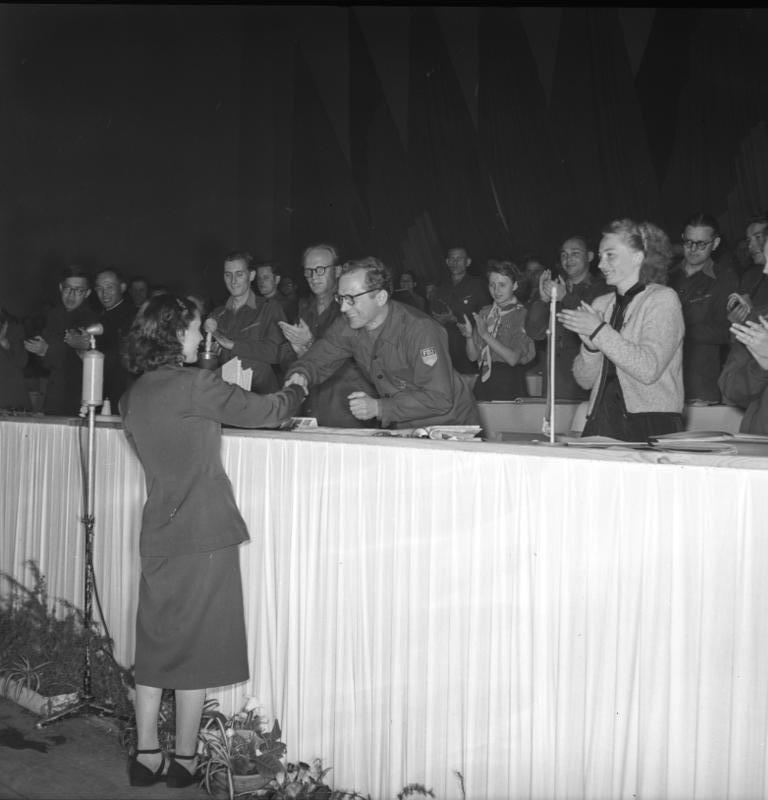
Müllers Witwe Ortrud beim FDJ-Parlament 1952 (rechts, daneben Erich Honecker)

Zu Müllers Begräbnis in München kamen rund 3000 Menschen. In der DDR wurde das Andenken an ihn insbesondere durch die FDJ zur Propaganda genutzt. Philipp Müller wurde dazu als „deutscher Patriot“ und „Nationalheld“ bezeichnet. Der damalige 1. Vorsitzende der FDJ, Erich Honecker, erklärte auf einer Kundgebung am 16. Mai 1952 in Berlin, die deutsche Jugend werde „nicht eher rasten und ruhen […] bis der Mord an Philipp Müller durch den Sturz der verräterischen Adenauerclique gesühnt ist.“
Der Schriftsteller Kurt Barthel schrieb ein Gedicht über Müller, der Schriftsteller Paul Wiens und der Komponist Paul Dessau verfassten zum Gedächtnis an Müller ein Arbeiterkampflied, das insbesondere in der FDJ bei politischen Anlässen gesungen wurde. Auch Johannes R. Bechers Gedicht Mord in Essen bezieht sich auf Müller und seinen gewaltsamen Tod.
In vielen Orten der DDR erhielten öffentliche Einrichtungen den Namen „Philipp Müller“, so z. B. in Harbke das Kraftwerk, in Weißwasser/Oberlausitz das Pionierlager am Braunsteich, in Biesenthal das Betriebs-Kinderferienlager vom Wasserstraßenbau in Großzerlang, eine Schule in der Innenstadt von Weimar und eine Vielzahl Landwirtschaftlicher Produktionsgenossenschaften. Die Betriebsberufsschule des Energiekombinat Cottbus in Falkenberg/Elster trug den Namen „Philipp Müller“. In Dresden-Seidnitz trug ein kleineres Stadion neben der heutigen Margon Arena seinen Namen (heute offiziell Sportplatz Bodenbacher Straße), in Brandenburg an der Havel weist das Gebäude des ehemaligen FDJ-Jugendklubhauses den Schriftzug „Philipp Müller“ auf.

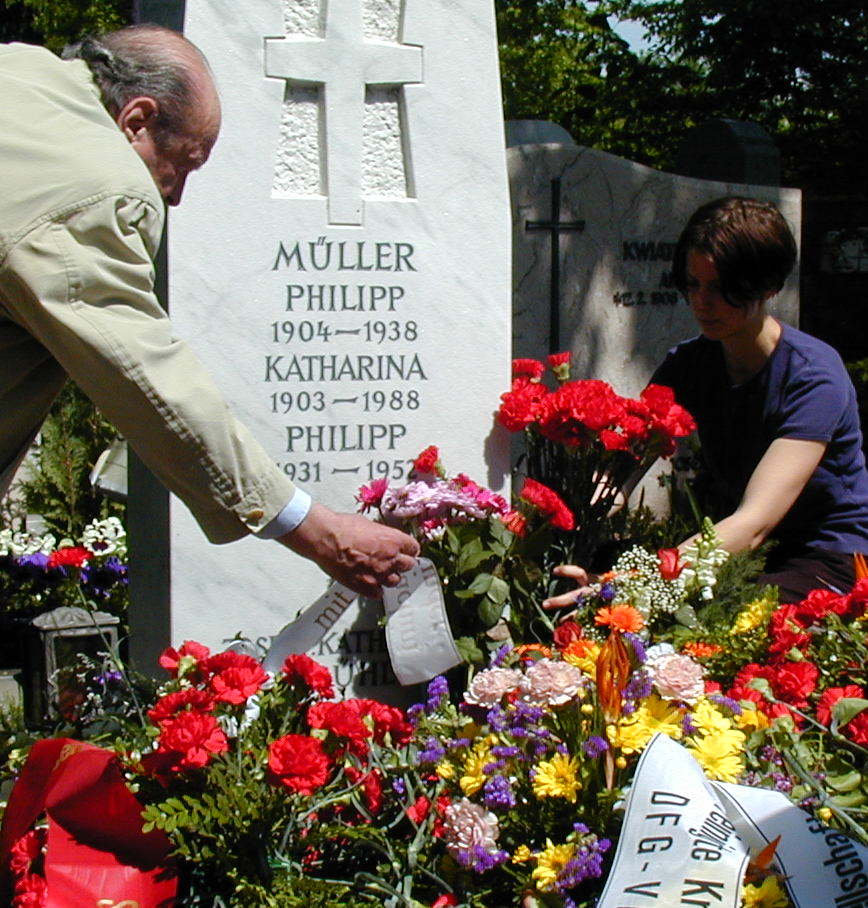
Familiengrab Philipp Müller, München-Neuaubing

In mehreren Städten und Gemeinden der DDR, darunter Erfurt, Greifswald, Günthersleben, Wechmar, Leipzig, Neubrandenburg, Schöneiche, Kleinmachnow, Teltow, Grevesmühlen, Johanngeorgenstadt und Baruth/Mark sind bzw. waren bis 1990 Straßen und andere Einrichtungen nach Philipp Müller benannt. Die Philipp-Müller-Straße in Ludwigsfelde wurde am 1. Juni 1993 in Brandenburgische Straße umbenannt, in Halle gab es ab 1952 eine Philipp-Müller-Straße, die am 20. November 2012 in Willy-Brandt-Straße umbenannt wurde. In dieser Philipp-Müller-Straße in Halle wurde auch das Jugendklubhaus „Philipp Müller“ (nach 1990: „Easy Schorre“) im Ausflugslokal „Hofjäger“, dem Gründungsort der Sozialdemokratischen Partei Deutschlands von 1890, errichtet.  In Bad Lausick,  Gardelegen, Grimmen, Hohndorf, Jena, Schneeberg, Sternberg, Strausberg, Wismar, Wolgast und Zehdenick existieren noch heute Philipp-Müller-Straßen.
Ein Zubringertrawler mit der Fischereikennnummer ROS 419 der Artur-Becker-Baureihe erhielt ebenfalls seinen Namen.